# Џили Кицинџер
Џили Кицинџер (енгл. Jilly Kitzinger) измишљени је лик у британској научнофантастичној телевизијској серији Торчвуд који је тумачила Лорен Амброуз. Она је промовисана као једна од петоро нових главних ликова који су придружили Торчвуду у четвртом серијалу, познатом као Дан чуда (2011), снимљеном у копродукцији између британске мреже BBC One и америчке премијум телевизијске мреже Starz. Амброузова се појављује у седам од десет епизода и у свим је потписана као „специјална гостујућа улога”. Док је реакција на серијал била помешана, критичари су често хвалили Амброузину улогу и 2012. године била је номинована за награду Сатурн у категорији за најбољу споредну глумицу на телевизији.
Дан чуда приказује последице догађаја који заустављају поступак смрти широм света. Џили Кицингер је стручњакиња за односе са јавношћу која овај феномен, који штампа назива „Дан чуда”, види као прилику коју може да искористи да унапреди своју каријеру. Рано у серијалу она постаје представница педофила-убице Освалда Дејнса (Бил Пулман), чиме обе стране добијају публицитет; међутим, Кицинџерова има мало личних симпатија према свом клијенту и напушта га када јој више није био потребан. Пред крај серијала она се повезује са „Породицама”, главним негативцима који стоје иза натприродног догађаја „Дана чуда” и њен лични поглед на свет постаје очигледан. Иако су они за које ради поражени у последњој епизоди серијала, откривено је да је Џили преживела, остављајући будућност лика неизвесном.
Продукцијска екипа је користила лик Џили за коментарисање масовних медија; она је наизглед пре свега заинтересована за остваривање профита од глобалних догађаја. Џили је такође коришћена као контрапункт презирном Освалду Дејнсу; током серијала, обоје користе једно друго за сопствене циљеве. Иако је представљена као лик са „каменим срцем” и описана од стране критичара као „лоша девојка” и „аморална”, Амброузова је изјавила да њен лик има и позитивне карактеристике. Сценаристкиња серије Џејн Еспенсон сматра да је лик делимично дефинисан њеним „егоизмом” и „самозаваравањем”.

## Појављивања
Џили се први пут појављује у другој епизоди Дана чуда, у којој нуди заступање контроверзном Освалду Дејнсу (Бил Пулман), недавно ослобођеном осуђеном убици деце и педофилу. Дејнс пристаје да га она заступа након што га нападну полицајци-осветници. С обезбеђеним клијентом, Џили почиње да продаје његов статус славне личности, као и јавну слику фармацеутске компаније Фикорп и самог феномена „Дана чуда”. Кицинџерова се такође обраћа угледној хируршкињи из Вашингтона, Вери Хуарез (Арлин Тур), али се она удружује са Торчвудом — групом одметника коју чине два бивша ловца на ванземаљце и два бивша агента ЦИА — и одвлачи Џилину пажњу док се Гвен Купер (Ив Мајлс) инфилтрира. Упркос свом професионалном ангажману, Џили изражава гађење према Освалду у епизоди „Бекство у ЛА”, када његов јавни имиџ засени Елис Хартли Монро (Мер Винингам), наводећи да не може да гледа у његове руке након злочина који је починио. Међутим, када публицитетна акција учини да Дејнс постане виралан на друштвеној мрежи Twitter „као никада раније”, њен ентузијазам се враћа. Док је у бекстејџу на митингу „Дана чуда” на којем Дејнс говори, тајанствени Плавооки (Теди Сирс) јој саопштава да су је „прави људи” приметили захваљујући њеној улози Освалдовог пи-ар агента.
Епизода „Крај пута” приказује да је напетост између Кицинџерове и Дејнса достигла врхунац. Када је Дејнс сазнао да је стављен у „нулту категорију” – неко ко треба да буде спаљен из моралних разлога по закону о ванредном стању – Џили хладно признаје да је знала за овај план и да његов тренутак славе ништа није променио. Пошто су се Дејнс и Кицинџерова разишли, Плавооки се враћа и нуди Кицинџеровој унапређење. На врхунцу епизоде „Окупљање”, она упознаје Мајку (Френсис Фишер), шангајску представницу „Породица”, која ју је упознала са Благословом, антиподном геолошком формацијом која наводно открива садржај душе сваког појединица. Када су је питали шта јој Благослов открива, Џили се чини безбрижна, одговарајући „Да сам у праву”. Џили је била присутна у коначном филозофском сукобу између Торчвуда – који представљају Џек Харкнес (Џон Бароуман) и Гвен Купер – и Породица и одбацује своју оданост иза плана Породица за светску моћ, одговарајући на морални апел од стране Куперове тако што је изјавила да сматра да је сво доброчинство лажно. Пошто је Торчвуд окончао „Чудо”, а Освалд разнео објекат у Шангају, Кицинџерова бежи жива. Нешто касније среће Плавооког, представника Породица, који је обавештава да њихов посао још није завршен.

## Кастинг и карактеризација
Кастинг Лорен Амброуз објављен је 13. јануара 2011. године, а њен лик Џили Кицинџер је у почетку био наглашен као „слаткоречиви геније за односе са јавношћу са каменим срцем, која је управо сатерала у угао најважнијег клијента у својој каријери... а можда и свих времена”. Џили је укључена у комерцијалну страну Дана чуда и даје коментаре о томе како се глобални догађаји често „окрећу ради профита”. Творац серије Расел Т. Дејвис директно је понудио Амброузовој улогу у серијалу, што је означило њену прву улогу у некој научно-фантастичној продукцији. Глумица се присећа да јој је његов разговор са њом у вези са серијалом помогао да одлучи да прихвати улогу, напомињући да је била „заиста инспирисана његовим речима и његовом бригом за сваки детаљ приче”. Глумица је касније рекла у интервјуу за часопис New York да је још један разлог што ју је привукла улога Џили то што је била потпуно другачија од било које улоге коју је раније играла. Током снимања серијала, Амброузова је блиско сарађивала са америчким филмским глумцем Билом Пулманом, који је играо Освалда. Пулман је навео да је већ био свестан Амброузове кроз њене позоришне улоге, али је „изишао из серијала још више задивљен њоме”. Говорећи о односу њеног лика са Освалдом Дејном, Амброузова примећује да они имају спорну везу, али да су потребни једно другом.
Пре кастинга, сценаристи су већ утврдили неколико детаља који се односе на лик Џили, а сценаристкиња серијала Џејн Еспенсон је навела да су „високе потпетице, став и име били ту од почетка”. Говорећи о томе како је одећа лика чинила део њеног идентитета, Амброузова је похвалила костимографкињу Шону Трпсик, напомињући да је све добро усклађено и да је „сваки костим за мене лепши од следећег”, што ју је навело на претпоставку да је „Џили Кицинџер добро троши свој новац”. BBC-јева Торчвуд веб-страница, која је обновљена непосредно пре емитовања четвртог серијала, скреће пажњу на Џилине немилосрдне и манипулативне квалитете, наводећи да она разуме „како се свет врти и инстинктивно зна како да манипулише својим положајем у њему”. Промотивни видео о лику који је Starz објавио 9. јуна 2011. истакао је ове особине лика. У њему, лик Џили каже да би учинила све што је потребно да прода „Дан чуда”, па и „склапање погодбе са самим ђаволом”. Извештавајући о овом видеу, Тим Сарет са веб-сајта TV.com описао је лик као „лошу девојку” и „чврсту особу”, приметивши трансформацију Амброузове у односу на претходне „слатке девојке” које је глумила. Упркос немилосрдној амбицији свог лика, Амброузова сматра да је Џили више од једнодимензионалне негативке и да још увек поседује душу, објашњавајући да њен лик има „много добрих квалитета [и] да само ради свој посао”. У изјави за BBC Online набројала је позитивне аспекте свог лика, описујући је као „пословну”, „жестоку” и „проницљиву”.
Џејн Еспенсон је описала Џили као „крадљивицу сцена која користи своју неспретност како би скренула пажњу на себе и одвратила пажњу са свог дневног реда”. Иако Освалд верује да је Џили била његова асистенткиња, Еспенсонова сматра да је она више деловала као његова чуварка; Ден Мартин из новина The Guardian напомиње да је лик Освалда приказан ради смеха у контексту Амброузине „каријеристичке кучке у високим потпетицама”. Расел Т. Дејвис је пружио Џилин одговор на Благослов у епизоди „Окупљање”, у којој она гледа у пукотину и проналази уверење. На питање о овој сцени, Еспенсонова је прокоментарисала да сматра да ова сцена даје увид у Џилину „самообману” и „его некога ко може да погледа у празнину и изађе из ње са самопоуздањем”, иако је додала упозорење да мисли да је та реченица требало да виси тамо, необјашњива и упитна. У последњој епизоди четвртог серијала, Џилини политички ставови су били демонстрирани док је покретала морални нихилистички напад на лицемерје савременог друштва; у светлу овог бунцања, Мартин је описује као „једину жену која може натерати The Guardian да флертује са десницом само помоћу кармина и саосећања”.